# 南海グループ
南海グループ（なんかいグループ、英: Nankai Group）は、南海電気鉄道を中心とした企業グループ。「南海電鉄グループ」とも称される。
南海電鉄ホームページ内の「南海グループ会社一覧」は2025年4月時点、6つのセグメント（運輸、不動産、流通、レジャー・サービス、建設、その他）に分けて合計53社を掲載している。

## グループ概要
関西大手私鉄グループの中で唯一、百貨店を運営する会社が存在しない。その代わりに髙島屋と資本・業務提携をしている。よって南海の鉄道員の制帽内には、高島屋の商標が入っている。なお百貨店とほぼ同等の機能を持つCITYブランドのショッピングモールを南海電鉄直営で沿線の難波と泉大津の各駅（過去には堺・徳島も）周辺に展開している。
ホテル南海はこれまでなんば、堺にあったが、現在は閉館している（なんばが2006年12月31日、堺が2005年5月15日限り）。また、南海サウスタワーホテル大阪もあったが、2003年にスイスホテル南海大阪（ラッフルズ・インターナショナルに売却、建物のみ継続保有）に改称され、ホリディ・イン南海大阪はホテルリーヴァ南海と改称したが、ホテルリーヴァ心斎橋（オリックスグループに売却、のちに「クロスホテル心斎橋」に再改称）に改称されている。このため、関西大手私鉄グループの中で唯一、都市型ホテル事業から撤退したと言える（非都市型の南紀勝浦温泉「ホテル中の島」は営業を継続している）。
かつては沿線でタクシー事業（南海タクシー、佐野南海交通、和歌山南海交通ほか）を運営していたが、2001年3月に第一交通産業（福岡県）に資本を譲渡し、運営から撤退した。また、観光バス事業（南海観光バス、和歌山南海観光バス）も2003年1月にクリスタル観光バスに譲渡している（ただし、南海グループ内には沿線および周辺での路線バス事業を営む会社があり、それら企業の一部門として観光バス事業自体は行われている）。
「南海」を冠した企業は四国など大阪府以西に点在するが、南海電鉄グループとは限らない。南海百貨店という百貨店が、かつて大阪府高石市千代田や、愛媛県新居浜市に存在したが、前者は南海本線沿線ではあったものの資本・人的関係があったかは不明で、1967年6月14日に火事で全焼。後者は元々地元資本で、ダイエーグループ入りの後、さらにダイエー直営（ダイエー新居浜店→マルナカ若水店）となったもので、資本・人材面の関連はなかった。
愛媛県内を放映エリアとする南海放送、南海電鉄と同じ大阪市内に本社を置く南海部品（オートバイ関連商品取り扱いのチェーン店）や南海化学、大阪府南部のトヨタディーラーであるトヨタ久保グループ南海（トヨタカローラ南海、ネッツトヨタ南海の親会社）も、南海電鉄グループではない。

## 南海グループ一覧

### 運輸業

#### 鉄道事業
- 南海電気鉄道（大阪市中央区）

#### 軌道事業
- 阪堺電気軌道（大阪市住吉区）
  - 上町線、阪堺線を経営

#### バス事業
- 南海バス（堺市堺区）
  - 南海ウイングバス（大阪府泉佐野市）
  - 関西空港交通（大阪府泉佐野市）
- 和歌山バス（和歌山県和歌山市）
  - 和歌山バス那賀（和歌山県紀の川市）
- 徳島バス（徳島県徳島市） - 持分法適用関連会社を経て、2009年より子会社化
  - 四国交通（徳島県三好市）
  - 徳島バス南部（徳島県那賀郡那賀町）
- 南海りんかんバス（和歌山県橋本市）
- 熊野御坊南海バス（旧：熊野交通、和歌山県新宮市） - 2020年1月1日付で御坊南海バス株式会社（和歌山県御坊市）を吸収合併し現在の名称へと変更。御坊南海バスは同社の御坊支社となる。
- 明光バス（和歌山県西牟婁郡白浜町） - 従前から株式を保有していたが、2024年10月1日をもって近鉄グループの保有株式を取得して南海電鉄の子会社となった[1]。
- サザンエアポート交通（大阪府泉佐野市）

#### 海運業
- 南海フェリー（和歌山県和歌山市）

#### 貨物運送業
- サザントランスポートサービス（堺市堺区）
- 南海エクスプレス（大阪市浪速区）

#### 車両整備業
- 南海車両工業（大阪府河内長野市）

### 不動産業

#### 不動産賃貸業
- 南海リートマネジメント（大阪市中央区）

#### 不動産販売業
- 南海不動産（大阪市浪速区）

#### その他
- ステーションパーキング岸和田（大阪府岸和田市）
  - 岸和田駅駐車場（大阪府岸和田市宮本町）の経営
- （おもな開発地、南海電気鉄道不動産営業本部住宅事業部）
  - 狭山ニュータウン - 大阪府大阪狭山市 最寄は南海金剛駅
  - 南海くまとり・つばさが丘 - 大阪府泉南郡熊取町 最寄はJR熊取駅
  - 南海 美加の台 - 大阪府河内長野市 最寄は南海美加の台駅
  - 南海 いずも台 - 和歌山県東牟婁郡串本町 最寄はJR串本駅
  - 南海橋本林間田園都市 彩の台 - 和歌山県橋本市 最寄は南海林間田園都市駅
  - 南海橋本林間田園都市 三石台 - 和歌山県橋本市 最寄は南海林間田園都市駅
  - 南海橋本林間田園都市 城山台 - 和歌山県橋本市 最寄は南海林間田園都市駅
  - 南海橋本林間田園都市 小峰台 - 和歌山県橋本市 最寄は南海林間田園都市駅 2005
- （南海不動産）
  - プラネシーン南海 和泉大宮 - 大阪府岸和田市、新星和不動産らと

### 流通業

#### ショッピングセンターの経営
- 南海電気鉄道（大阪市中央区）
  - CITY
    - なんばCITY（大阪市浪速区難波中2丁目）
    - いずみおおつCITY（泉大津市旭町）

  - なんばパークス（大阪市浪速区難波中2丁目）
  - なんばpier（大阪市浪速区難波中2丁目）
  - プラットプラット（堺市堺区戎島町3丁目）
- パンジョ（堺市南区）
- パンジョイズ（堺市南区）

#### 駅ビジネス事業
- 南海商事（大阪市浪速区）
  - 駅売店、宝くじ店などの経営
  - 南海電鉄及びグループ各社の制服・制帽の取り次ぎ販売
- 南海エフディサービス（大阪市浪速区）
- 南海フードシステム（大阪市中央区）
  - コンビニエンスストアセブン-イレブン のフランチャイズ経営（過去にはアンスリーを京阪電気鉄道株式会社との共同経営していた）
- 泉鉄産業（和泉市）

#### 物流事業
- 南海電気鉄道（大阪市中央区）
  - 東大阪流通センター、北大阪流通センターの経営

#### その他
- アビック（徳島県板野郡北島町）
  - 徳島県内のTSUTAYAを3店舗経営
- 南海フェリー商事（徳島県徳島市）

### レジャー・サービス業

#### 遊園事業
- 南海電気鉄道（大阪市中央区）
  - 「みさき公園」（大阪府泉南郡岬町淡輪）の経営

#### 旅行業
- 南海国際旅行（大阪市浪速区）
- 徳バス観光サービス（徳島県徳島市）
- 南紀観光ホールディングス（和歌山県新宮市）

#### ホテル・旅館業
- 中の島（和歌山県東牟婁郡那智勝浦町）
  - 南紀勝浦温泉・ホテル中の島 の経営

#### ボートレース施設賃貸業
- 南海電気鉄道（大阪市中央区）
  - 住之江競艇場 （大阪市住之江区泉）施設の賃貸
  - ボートピア梅田場外舟券発売場（大阪市北区堂山町）の運営受託
- 住之江興業（大阪市住之江区）
  - 住之江競艇場 施設の賃貸

#### ビル管理メンテナンス業
- 南海ビルサービス（大阪市浪速区）
  - 大阪府立体育会館（大阪市浪速区難波中3丁目）
  - 大阪府立臨海スポーツセンター（大阪府高石市高師浜丁）
  - 大阪府立漕艇センター（大阪府高石市高砂1丁目）
  - 舞洲スポーツアイランド（大阪市此花区北港緑地2丁目）
  - 舞洲ヘリポート（大阪市此花区北港緑地2丁目）
  - フローラペットセレモニー（大阪府大阪狭山市池尻北1丁目）
- クラカタ商事（東京都大田区）
- 南海ハートフルサービス（大阪市浪速区）

#### 葬祭事業

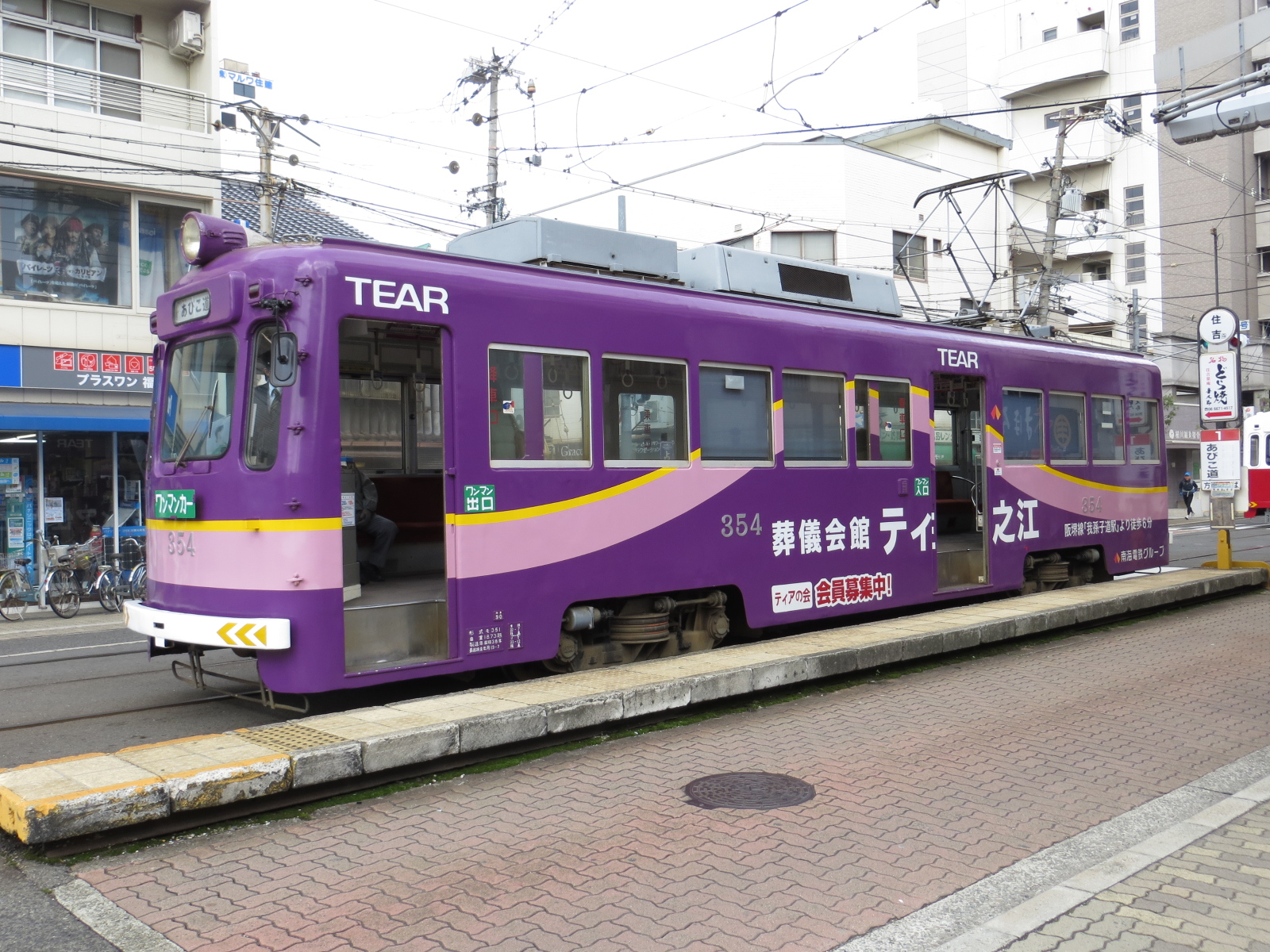
ティア住之江の路面電車広告（阪堺電軌、2013年3月）

- 南海グリーフサポート（大阪市住之江区）
  - 葬儀会館「ティア」の運営

#### その他
- 南海ゴルフマネジメント（和歌山県橋本市）
  - 橋本カントリークラブ（和歌山県橋本市）と大阪ゴルフクラブ（大阪府泉南郡岬町）の経営
- アド南海（大阪市浪速区）
- 熊野観光開発（和歌山県新宮市）
- 南海保険サービス（大阪市浪速区）
- 南海ライフリレーション（大阪市住之江区）
- 住興商事（大阪市住之江区）
- スミノエマリンシステム（大阪市住之江区）
- eスタジアム（大阪市中央区）
- 通天閣観光（大阪市浪速区）

### 建設業
- 南海辰村建設（大阪市浪速区）
  - ※ 東証スタンダード上場
- 日電商会（大阪市西成区） - 通信建設業、日本電気株式会社（NEC）の特約店
- 南海建設興業（大阪府貝塚市）
- 日本ケーモー工事（東京都台東区）

### その他の事業
- 南海マネジメントサービス（大阪市中央区） - 経理・情報処理業務代行業
- シーエス・インスペクター（大阪市中央区） - 建設コンサルタント業
- 南海リサーチ&アクト（大阪市浪速区）
- 南海システムソリューションズ（大阪市浪速区）

## 過去のグループ企業
- 阪和電気鉄道 - 現在の西日本旅客鉄道（JR西日本）阪和線を開業した会社。もとは京阪電気鉄道が出資。南海鉄道に合併後（南海山手線）、国有化により離脱。
- 南海ホークス - プロ野球球団。南海軍→近畿日本軍→グレートリング→南海ホークスを運営。ダイエーグループを経て現在はソフトバンクグループ。現・福岡ソフトバンクホークス。
- 南海観光バス - クリスタルに譲渡、クリスタル観光バス（大阪）→グッドウィル・グループを経て、東京バス・大阪バスグループの大阪バス近畿（ただし、南海観光バスから引き継いだ住之江区の営業所は廃止）
- 和歌山南海観光バス - 南海観光バスとともに、クリスタルに譲渡。クリスタル観光バス（和歌山）となるが、その後グループを離脱し野鉄観光と同一資本に。
- 北欧フードサービス - 後にハークスレイの連結子会社となり、アルヘイムに改称されたが、事業は会社分割により2021年2月に万代の子会社であるアルヘイムフードサービスへ譲渡。
- とくしまCITY - 現在は徳島シティビルディングが運営。2013年閉鎖・解体。
- 南海高等学校 - 企業内高校として創立。現在は清風学園の姉妹校清風南海中学校・高等学校。
- 南海都市創造（大阪市中央区）- 2010年10月1日付で南海電鉄本社に吸収合併され解散。
- 南海砂利（和歌山県橋本市） - 建築材料卸売業。2010年11月に日本土石工業へ全株式を譲渡しグループ離脱。
- 日本高速自動車 - 名神ハイウェイバスの運行会社。近畿日本鉄道、阪神電気鉄道との共同出資であったが、最終的に近鉄の完全子会社化を経て名古屋近鉄バスと合併して名阪近鉄高速バス→名阪近鉄バスとなり、現在は近鉄グループの三重交通グループホールディングス傘下にある。
- ニッポンレンタカー南海（大阪市浪速区）
- 大阪スタヂアムサービス（大阪市浪速区）
- 南海印刷（大阪市浪速区） - 印刷業。M&Aにより天理時報社が経営権を取得[2]。
- 新南海ストア（大阪市浪速区） - 2020年6月付で全株式を大阪地下街へ譲渡[3]。
- 南海アミューズメント（大阪府泉南郡岬町） - 2021年12月17日付で解散[4]。
  - 南海電気鉄道が経営する「みさき公園」の運営を受託
- 大阪府食品流通センター（大阪府茨木市） - 2023年10月1日付で泉北高速鉄道に吸収合併[5]。
  - 大阪府中央卸売市場付設加工食品卸売場（大阪・茨木こだわり食材市場）の運営
- 泉北高速鉄道（和泉市） - 2025年4月1日付で南海電気鉄道に吸収合併され解散[6]。

## 資本関係はあるがグループからは除かれる企業
南海電鉄グループではないものの、一部株式を保有している会社は以下の通り。
- 淡路交通
- 和歌山放送
- テレビ和歌山
- 高松琴平電気鉄道

かつては、水間鉄道の筆頭株主でもあったが、同社の会社更生法申請に伴い、株式をグルメ杵屋に売却している。